# Standbeeld van Alida
Het standbeeld van Alida is een monument in Wageningen in het district Nickerie in Suriname. Het beeld werd gemaakt door George Barron. hij werd hierbij geholpen door Armand Masé.
Het herinnert aan het verhaal van Alida dat onder invloed van het Surinaamse nationalisme medio 20e eeuw werd herschreven naar een beeldschone slaafgemaakte van wie een borst werd afgesneden door de jaloerse plantster Susanna du Plessis. Uit grondig onderzoek van Hilde Neus blijkt dat belangrijke delen van het verhaal niet door historische feiten worden ondersteund.
Het beeld werd op 1 juli 1973 op een grasveld nabij de fabriek van de voormalige Stichting Machinale Landbouw onthuld, tijdens het jubileum van 110 jaar afschaffing van de slavernij in Suriname. Het staat tegenover Hotel De Wereld.
Op de plaquette onder het beeld staat de tekst:
1 juli 1863 1 juli 1973
110 jarige emancipatie
Soc-cult vereniging
Oen Wikie